# Glaciar des Grandes Murailles
El glaciar des Grandes Murailles (en italiano: Ghiacciaio des Grandes Murailles, literalmente glaciar de las Grandes Murallas) es un glaciar que se encuentra en el Valle de Aosta, en la parte alta del valle italiano de Valpelline, en la frontera con el Valais en Suiza. Nace al norte de la cresta que une el Dent d'Hérens con la Tête de Valpelline, y su masa se extiende bajo la línea de las cimas de las Grandes Murailles.
Es un glaciar suspendido cuyo frente consiste en un acantilado de hielo.
De este glaciar nace uno de los dos ríos que forman el Buthier, que luego recorre la Valpelline, antes de unirse al Tsa de Tsan, que desciende del glaciar del mismo nombre.
Al pie de este glaciar se encuentra el refugio Aosta.